# Кошелево (Вологодская область)
Кошелево — деревня в Никольском районе Вологодской области.
Входит в состав Нигинского сельского поселения, с точки зрения административно-территориального деления — в Нигинский сельсовет.
Расстояние по автодороге до районного центра Никольска — 25 км, до центра муниципального образования Нигино — 7 км. Ближайшие населённые пункты — Левкин, Прудишная, Еремкин.
По переписи 2002 года население — 26 человек (15 мужчин, 11 женщин). Всё население — русские.